# Кожвинчу
Кожвинчу (чечен. Къож-Вийнача) — покинутый аул в Галанчожском районе Чеченской Республики.

## География
Аул Кожвинчу расположен к юго-западу от районного центра Галанчож.
Ближайшие поселения: на северо-востоке — развалины аулов Акка и Итыркале, на востоке — развалины аулов Зенгали и Кереты.

## История
Кожвинчу является поселением тайпа аккий.
Аул Кожвинчу был ликвидирован в 1944 году во время депортации чеченцев. После восстановления Чечено-Ингушской АССР в 1956 году чеченцам было запрещено селиться в данном районе.